# Cardamine nipponica
Cardamine nipponica är en korsblommig växtart som beskrevs av Adrien René Franchet och Paul Amédée Ludovic Savatier. Cardamine nipponica ingår i släktet bräsmor, och familjen korsblommiga växter. Inga underarter finns listade i Catalogue of Life.